# 208

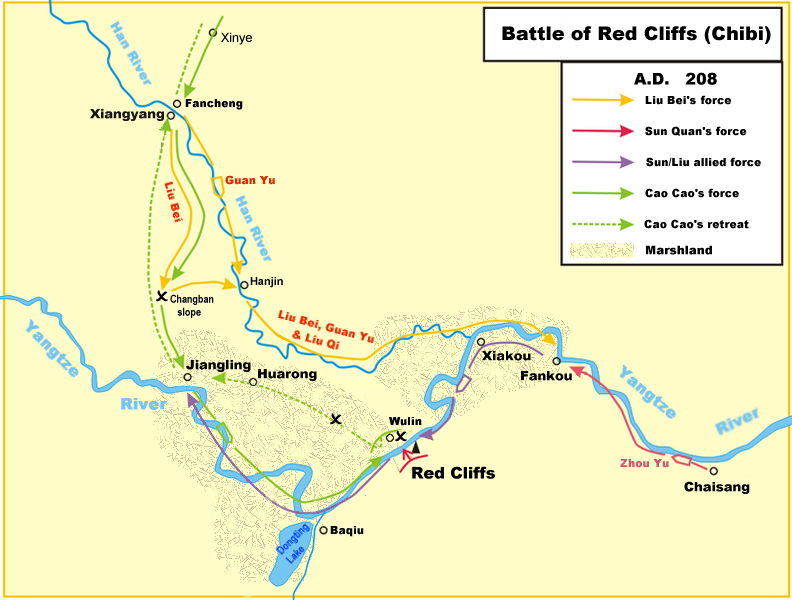
Slag bij de Rode Muur (Chi Bi)

Het jaar 208 is het 8e jaar in de 3e eeuw volgens de christelijke jaartelling.

## Gebeurtenissen

### Italië
- In Rome worden Marcus Aurelius Antoninus Augustus en zijn broer Publius Septimius Geta Caesar, door de Senaat herkozen tot consul van het Imperium Romanum.

### Brittannië
- Keizer Septimius Severus organiseert een veldtocht in Brittannië, hij wordt vergezeld door zijn vrouw Julia Domna en beide zoons (Caracalla en Geta). Hij verslaat de Picten in Schotland en herstelt de Muur van Hadrianus en de Muur van Antoninus.

### Parthië
- Ardashir I, een vazalkoning van de Parthen, laat zijn broers in Persis vermoorden en sticht de dynastie van de Sassaniden (Perzië).

### China
- Slag bij de Rode Muur: Een alliantie geleid door de bondgenoten Sun Quan en Liu Bei, verslaat op de Jangtsekiang (Blauwe Rivier) de keizerlijke vloot en het expeditieleger (220.000 man) onder bevel van Cao Cao.

## Geboren
- Marcus Aurelius Severus Alexander, keizer van het Romeinse Keizerrijk (overleden 235)
- Marcus Opellius Antoninus Diadumenianus, keizer en zoon van Macrinus (overleden 218)